# Doc Holliday (Band)
Doc Holliday war eine Southern-Rock-Band aus Macon, Georgia, benannt nach der Western-Legende Doc Holliday.

## Geschichte
Der Sänger und Gitarrist Bruce Brookshire bildete mit seinem Bruder 1971 zunächst eine Bluesband mit dem Namen „Roundhouse“, die im Vorprogramm von vielen bekannte Bands wie Ted Nugent, Bob Seger, The Beach Boys, Wet Willie tourten. Ende der 1970er Jahre wurde der Manager von Molly Hatchet auf die Band aufmerksam, die sich zu dieser Zeit in Doc Holliday umbenannte und mit neuer Besetzung spielte. Mit dessen Hilfe bekamen sie 1980 einen Plattenvertrag mit A&M Records. Das Debüt-Album Doc Holliday kam 1981 auf den Markt und erreichte einen Platz in den Top 30 der Billboard Rock LPs. Die ebenfalls 1981 erschienene LP Doc Holliday Rides Again brachte den Durchbruch und machte die Band insbesondere auch in Europa bekannt. Dagegen war die 1983 erschienene LP Moderne Medicine ein Misserfolg, weil die Band versuchte, einen neuen Stil mit modischen Anleihen aus dem Pop der 1980er Jahre zu finden. Das Album führte zu Spannungen in der Band und zu ihrer ersten Auflösung. Sie fand sich 1986 wieder zusammen, besann sich auf ihre Wurzeln im Southern-Rock-Stil und brachte das Album Danger Zone heraus. Eine weitere CD, die die Tradition der 1980er Jahre wieder aufnahm, war das Album A Better Road.
In den folgenden Jahren tourte die Band viel, oft in Europa, und brachte weitere Aufnahmen, oft aber Neueinspielungen, Remixes früherer Stücke oder Wiederauflagen alter LPs heraus. Letztlich konnte die Band den Erfolg von 1981 nicht wiederholen.
2015 löste sich die Band endgültig auf.

## Stil
Doc Holliday war vor allem von den Allman Brothers und von Lynyrd Skynyrd stark beeinflusst, was sich insbesondere im Zusammenspiel der Twin Guitars der beiden Lead-Gitarristen manifestierte. Unterlegt waren viele Songs von der Hammond-Orgel ihres Keyboarders. Daneben kann man aber viele Elemente des Country-Rock und des Hard-Rock identifizieren. Sehr markant in den Songs der Band ist auch die kräftige, „rauchige“ Stimme ihres Frontmanns und Songwriters Bruce Brookshire.

## Anekdotisches
Der Bandleader Bruce Brookshire wandte sich vom Musikmachen ab und wandelte sich zum Pastor und Prediger der Grace Fellowship Church in Warner Robins, Georgia.

## Diskografie
- 1981: Doc Holliday
- 1982: Doc Holliday Rides Again
- 1983: Modern Medicine
- 1986: Danger Zone
- 1989: Song for the Outlaw - Live
- 1993: Son of the Morning Star
- 1996: Legacy
- 1998: Modern Medicine
- 2001: A Better Road
- 2004: Good Time Music
- 2007: Rebel Souls
- 2011: From the Vault